# Amelanchier turkestanica
Amelanchier turkestanica är en rosväxtart som beskrevs av Litwinow. Amelanchier turkestanica ingår i släktet häggmisplar, och familjen rosväxter. Inga underarter finns listade i Catalogue of Life.